# Чвилёва, Татьяна Никифоровна
Чвилёва Татья́на Ники́форовна (7 января 1925, Москва — март 2000 (?), Москва ) — советский и российский геолог, минералог, минерограф, петрограф и петролог, кандидат геолого-минералогических наук (1962), деятельная участница и автор открытия ряда новых минералов. Более тридцати лет (1962-1995) — ведущий сотрудник Института минералогии, геохимии и кристаллохимии редких элементов, разработчик новых методов диагностики полезных ископаемых, минералог кабинета минераграфии.:115
В 1988 году в честь Татьяны Чвилёвой назван найденный в Забайкалье новый полиметаллический минерал чвилеваит (англ. chvilevaite), по составу — ферро-сульфид натрия, цинка и меди с формулой Na(Cu,Fe,Zn)2S2. По решению Международной Минералогической Ассоциации Татьяна Чвилёва была включена в энциклопедию известных геологов-минералогов мира.:116

## Биография
Татьяна Чвилёва родилась в Москве. Работать начала с шестнадцати лет (1941 год), до 1943 года работала в должности старшего бухгалтера городского треста «Мосэнергомонтаж». Осенью 1943 года поступила на факультет «Геология и разведка полезных ископаемых» Московского института цветных металлов и золота им. М.И. Калинина, который с отличием окончила в 1949 году, получив диплом горного инженера. Сразу после окончания института и до 1954 года работала в должности штатного минералога в геохимической лаборатории «ГИНЦветмета». С 1954 по 1962 годы продолжила обучение на очном отделении аспирантуры кафедры минералогии и петрографии института цветных металлов и золота, по окончании получив должность ассистентки кафедры.:115
Период 1962–1995 годов стал самым продуктивным в научной биографии Татьяны Чвилёвой, когда она работала минералогом кабинета минераграфии Института минералогии, геохимии и кристаллохимии редких элементов. Поступив в институт в тот момент, когда кабинетом минераграфии руководил профессор, доктор минералогических наук И. С. Волынский, посвятивший более тридцати лет реформированию микродиагностики рудных минералов, Татьяна Чвилёва в первый же год стала свидетелем скоропостижной смерти своего руководителя. Первые научные работы проходили под руководством и в тесном сотрудничестве с ученицей профессора Волынского, Марианной Безсмертной, старшим научным сотрудником, видным специалистом в области микроскопических исследований руд в кабинете рудной микроскопии и более десяти лет — заведующей кабинетом минераграфии.
Приход Татьяны Чвилёвой в ИМГРЭ совпал с выходом советской науки на новый качественный уровень, и открытием в минералогии ранее неизвестного микромира рудных минералов, недоступного для изучения классическими макрометодами. Резко активизировавшийся к концу 1950-х годов послевоенный опыт минераграфических исследований, в особенности, изучения руд, содержащих редкие элементы, убедил отечественных, прежде всего, московских учёных в полной обоснованности высказанного в 1956 году К. А. Власовым мнения о назревшей необходимости разработки новой ветви в минералогии — микроминералогии.:33
В полной мере освоив новые методики диагностики минералов под микроскопом в отражённом свете, за 1970-е — 1980-е годы Татьяна Чвилёва стала соавтором открытия нескольких новых рудных минералов, прежде всего, билибинскита, великита, безсмертновита, груздевита и таллийсодержащего хакита. В 1988 году в честь Татьяны Чвилёвой был назван новый полиметаллический минерал чвилеваит, найденный годом раньше в Забайкальком крае (Акатуйское свинцово-цинковое месторождение, Александрово-Заводский район).
Татьяна Чвилёва была награждена тремя почётными дипломами за открытие и изучение новых минералов и двумя медалями ВДНХ. В 1984 году ей было присвоено звание отличника разведки недр.:116 Т. Н. Чвилёва проработала в ИМГРЕ до своего 70-летнего юбилея. Скончалась в Москве в начале весны 2000 года.

## Научная деятельность
Основной сферой научных интересов Т. Н. Чвилёвой в кабинете минераграфии Института минералогии, геохимии и кристаллохимии редких элементов поначалу стало изучение группы сульфоантимонитов свинца. Затем, в конце 1960-х годов под руководством М. С. Безсмертной она занялась совершенствованием современных методов диагностики микровыделений рудных минералов в отражённом свете. В ходе систематических исследований были изучены и классифицированы спектры отражения более чем для 300 минералов и, что главное, выявлена зависимость отражения от вариаций состава в изоморфных группах. Уже в конце 1970-х годов проведённые М. Безсмертной и Т. Чвилёвой исследования позволили открыть и детально изучить ранее неизвестную группу минералов золота, в которой было найдено и подробно описано как минимум три новых для науки минерала.:115-116 В 1982 году по результатам проведённых работ была описана новая группа билибинскита.:140-141
Существенный подъём продуктивной научной деятельности Т. Чвилёвой в области микроскопической диагностики минералов стал возможен после 1965 года, не только благодаря перевооружению приборно-технической базы ИМГРЭ в целом и кабинета минераграфии в частности, но и с того момента, когда на должность заведующего отделом минералогии ИМГРЭ был назначен Евгений Семёнов, молодой геолог, минералог и эффективный организатор науки, руководивший отделом более тридцати лет.:294
Татьяна Чвилёва — автор пяти монографий и более чем восьми десятков научных статей. Она внесла значительный вклад в сложнейшую проблему диагностики рудных минералов и способствовала выходу отечественной науки на международный уровень. С конца 1980-х годов монографии-определители Т. Чвилёвой служат учебными пособиями для студентов российских ВУЗов.:116

## Минералы соавторства Т. Чвилёвой
- 1977 — Великит[7]
- 1978 — Билибинскит[11]
- 1979 — Безсмертновит[12]
- 1981 — Груздевит[7]

## Публикации
- Безсмертная М. С., Чвилева Т. Н. Опыт ревизии музейных коллекций рудных минералов. Тезисы докладов; второе совещание по новым методам исследования минералов и горных пород. — М.: Изд-во МОИП, 1967 г.
- Безсмертная М. С., Чвилева Т. Н. О новых прогрессивных методах и аппаратуре для исследования оптических свойств рудных минералов. 1971 г.[13]
- Чвилева Т. Н. Минералогическая характеристика и диагностика сульфоантимонитов свинца. Ин-т минералогии, геохимии и кристаллохимии редких элементов. — Москва : Наука, 1973 г. — 163 с.
- Безсмертная М. С., Чвилева Т. Н., Агроскин Л. С. и др. Определение рудных минералов в полированных шлифах по спектрам отражения и твёрдости. — М.: Недра, 1973 г.
- Безсмертная М. С., Чвилева Т. Н. Определитель рудных минералов в отраженном свете. — М.: Недра, 1976 г. — 69 с.
- Чвилёва Т. Н., Клейнбок В. Е., Безсмертная М. С. Цвет рудных минералов в отражённом свете. — М.: Недра, 1977 г.
- Спиридонов Э. М., Безсмертная М. С., Чвилёва Т. Н., Безсмертный В. В. Билибинскит Au3Cu2PbTe2 — новый минерал золото-теллуридных месторождений. — М.: Записки Российского минералогического общества, том 107, № 3, 1978 г. — с. 310-315.
- Спиридонов Э. М., Соколова Н. Ф., Чвилёва Т. Н., Шумкова Н. Г. Теллуровисмутит и тетрадимит Северного Казахстана. — М.: 1978 г.[14]
- Спиридонов Э.М., Чвилёва Т.Н. Билибинскит и другие интерметаллические соединения Au, Cu, Fe, Ag, Pb, Te — типоморфные минералы золото-теллуридных месторождений Сибири, Дальнего Востока и Казахстана. — Томск, 1979 г.[15]
- Груздев В. С., Спиридонов Э. М., Чвилёва Т. Н. Железистый теннантит месторождения Гал-Хая (Якутия). — М.: Наука, 1981 г.[16]
- Спиридонов Э. М., Крапива Л. Я., Гапеев А. К., Степанов В. И., Чвилёва Т. Н. Груздевит Cu6Hg3Sb4S12 — новый минерал из сурьмяно-ртутного месторождения Чаувай (Средняя Азия). — М.: 1981 г.[17]
- Спиридонов Э. М., Чвилёва Т. Н. Сурьмянистый билибинскит (вторая находка билибинскита). — М.: 1982 г.[18]
- Спиридонов Э. М., Чвилёва Т. Н., Бадалов А. С. Сурьмянистый колусит Cu26V2As2Sb2Sn2S32 — М.: 1983 г.[19]
- Спиридонов Э. М., Чвилёва Т. Н., Щербачёв Д. К. Об оптических свойствах ртутистого золота. — М.: 1983 г.[20]
- Спиридонов Э. М., Чвилёва Т. Н., Соколова Н. Ф. О влиянии теллура на оптические свойства блёклых руд. — М.: «Наука», 1984 г.[21]
- Спиридонов Э. М., Чвилёва Т. Н. О влиянии сурьмы на оптические свойства блёклых руд. — М.: «Наука», 1985 г.[22]
- Спиридонов Э. М., Чвилёва Т. Н. О влиянии ртути на оптические свойства блёклых руд. — М.: 1985 г.[23]
- Спиридонов Э. М., Чвилёва Т. Н., Качаловская В. М. О влиянии серебра на оптические свойства и параметры решетки блёклых руд. — М.: 1986 г.[24]
- Спиридонов Э. М., Чвилёва Т. Н., Бородаев Ю. С., Кононов О. В. О влиянии висмута на оптические свойства блёклых руд. — М.: 1986 г.[25]
- Спиридонов Э. М., Качаловская В. М., Чвилёва Т. Н. Новая разновидность блёклых руд — таллийсодержащий хакит. — М.: 1986 г.[26]
- Спиридонов Э. М., Чвилёва Т. Н. Мутманнит AuAgTe2 — новые данные. — М.: 1985 г.[27]
- Чвилева Т. Н., Безсмертная М. С., Спиридонов Э. М. и др. Справочник-определитель рудных минералов в отражённом свете. — М.: Недра, 1988 г. — 504 с.
- Gruzdev V. S., Volgin V. Y., Spiridonov E. M., Kaplunnik L. N., Pobedimskaya Y. A., Chvileva T. N., Chernitsova N. M. Velikite Сu2HgSnS4 — the mercury member of the stannite group. — М.: Doklady Earth Sciences, 1988.[28]
- Спиридонов Э. М., Чвилёва Т. Н. О границе между герсдорфитом NiAsS и крутовитом NiAs2. — М.: 1995 г.[29]
- Груздев В. С., Волгин В. Ю., Спиридонов Э. М., Кабалов Ю. К., Чвилёва Т. Н. Великит Сu2HgSnS4 — новый минерал. — М.: Записки Российского минералогического общества, 1997 г., том 126, № 4, с. 71-75